# Tarzan and the Lost City
Tarzan and the Lost City é uma coprodução germano-australo-norte-americana de 1998, do gênero aventura, dirigido por Carl Schenkel e estrelado por Casper Van Dien e Jane March.

## A produção
Rodado em belas locações na África do Sul, o filme tem entre seus produtores o americano Stanley S. Canter, responsável também por Greystoke - A Lenda de Tarzan, o Rei da Selva. Outro produtor, Steven Waddington, é um dos principais nomes do elenco, e seu desempenho como o grande vilão da história chegou a lhe granjear elogios.
A crítica reprovou os diálogos, o roteiro e a escolha de Van Dien para viver o herói. Para Leonard Maltin, o filme é ruim, até para os padrões de aventuras nas selvas, com um careteiro Van Dien, "que deve ser o menor Homem Macaco de todos os tempos".

## Sinopse
Prestes a casar-se em Londres com Jane Porter, Tarzan retorna à África para atender a um chamado do curandeiro Mugambe. Sucede que a selva e os campos sagrados, onde são enterrados os mortos, estão sendo saqueados por um caçador de tesouros chamado Ravens. Ravens, na verdade, está à procura da mística cidade perdida de Opar. Jane acompanha Tarzan e ambos tentarão restabelecer a paz.

## Elenco
| Ator/Atriz        | Personagem     |
| ----------------- | -------------- |
| Casper Van Dien   | Tarzan         |
| Jane March        | Jane Porter    |
| Steven Waddington | Ravens         |
| Winston Ntshona   | Mugambe        |
| Rapulana Seiphemo | Kaya           |
| Ian Roberts       | Capitão Dooley |
| Sean Taylor       | Wilkes         |
| Gys de Villiers   | Schiller       |
| Russel Savadier   | Archer         |
| Paul Buckby       | Jerjynski      |
| Zane Meas         | Knowles        |